# Stefano Nardini
Stefano Nardini, anomenat el cardenal de Milà, (Forlì, Emília-Romanya, Itàlia, 1420 - Roma, 22 d'octubre de 1484) va ser un cardenal italià de l'Església catòlica.

## Biografia
Stefano Nardini va anar a Roma, va ser canonge de Ferrara, tresorer general de les Marques, governador de Romanya, referendari i protonotari apostòlic i nunci apostòlic a Alemanya. L'any 1461 és nomenat arquebisbe de Milà, en successió del seu germà Carlo. És nunci a Catalunya, nunci extraordinari a Nàpols, legat a París i governador de Roma.
És creat cardenal pel papa Sixt IV al consistori del 10 de desembre de 1477. El cardenal Nardini és abat comendatari de Saint-Sauveur de Lodeva, abat comendatari de Saint-Sauveur de Blaia i de l'abadia de S. Stefano a Gènova. Nardini construeix una gran casa a Roma, avui palau Governo Vecchio a prop de la plaça Taverna i un palau arquebisbal a Milà. L'any 1481-1482 va ser Camarlenc del Col·legi Cardenalici. Va ser el fundador del collegio Nardini. Va ser nomenat legat a Avinyó l'any 1484, però no va ocupar la plaça per raons de salut.
Entre 1473 i 1479 fou abat comendatari del monestir de Sant Cugat.
El cardenal Nardini va participar al conclave de 1484, on va ser escollit Alexandre VI.